# Speed Demon
Speed Demon ist ein Song des US-amerikanischen Sängers Michael Jackson, der 1987 auf dessen siebten Studioalbum, Bad erschien. Speed Demon wurde nach dem Videodebüt im Film Moonwalker schließlich im Oktober 1989 als Promo-Single veröffentlicht.

## Produktion und Musik
Speed Demon wurde von Michael Jackson geschrieben und von Quincy Jones als Produzent sowie Jackson selbst als Co-Produzent produziert. Berichten zufolge sollte der Song ursprünglich als offizielle Single veröffentlicht werden, wurde aber als Promotion-Single veröffentlicht. In den Liedtexten geht es darum, schnell zu fahren. Laut Jones schrieb Jackson das Lied, nachdem er einen Strafzettel erhalten hatte, was ihn dazu veranlasste, spät in das Tonstudio zu kommen. Jones sagte ihm, er solle schreiben, wie er sich fühlte, was er auch tat, und machte daraus ein Lied. Obwohl Speed Demon ein Teil von Jacksons Bad-Album war, spielte Jackson das Lied weder während seiner Bad World Tour noch auf einer seiner anderen Tourneen.
2012 erschien auf dem Jubiläumsalbum Bad 25 ein Dubstep-Remix der Gruppe Nero.

## Rezeption
Speed Demon erhielt gemischte Kritiken von zeitgenössischen Kritikern. Davitt Sigerson von Rolling Stone gab an, dass der „Füllstoff“-Inhalt in Bad – einschließlich Songs wie Speed Demon, Dirty Diana und Liberian Girl – Bad „reicher, sexier und besser als Thriller“ machte. Sigerson beschrieb Speed Demon als „das Auto-Lied“ … „eine lustige kleine Power-Geschichte, in der Jacksons Über-Ich seinem Es einen Strafzettel verpasst.“ Auf der anderen Seite kommentierte Stephen Thomas Erlewine von AllMusic, dass Speed Demon und Another Part Of Me „einen fast fatalen Totpunkt auf der Platte“ darstellen würde, als Teil „einer Folge, die völlig gesichtslos ist, ohne denkwürdige Hooks und Melodien“.
Richard Cromelin von der Los Angeles Times gab Bad eine gute Bewertung. Er bezeichnete Speed Demon als High-Tech-Rocker. Eric Snider von der Tampa Bay Times beschrieb Speed Demon als „unaufhörlich aufreibend“. Jay Cocks vom Time Magazine bemerkte, dass Jackson großartige „Vocal Stunts“ auf den Liedern für Bad gemacht habe. Er beschrieb Speed Demon und Dirty Diana als „flink und fantasievoll wie jeder seiner Tanzschritte“. Mike Diver von BBC Music schrieb in seinem Review von Bad 25 Speed Demon als „Funk-Rock, der gut auf ein Prince-Album passen würde“.

## Musikvideo
Das Musikvideo wurde für den Film Moonwalker unter der Regie von Will Vinton gedreht und von Vinton, Jerry Kramer, Michael Jackson und dessen Manager Frank DiLeo produziert.
Nach den Dreharbeiten für das Musikvideos für Bad sind Michael und seine Bodyguards dabei den Drehort zu verlassen. Ein Junge und seine Großmutter sehen Michael und fordern die anderen Touristen auf, auszusteigen und ihn um ein Autogramm zu bitten. In einem Versuch, die übereifrigen Fans (einschließlich kamerafreudiger japanischer Touristen, die von der stereotypen „orientalischen“ Musik, der Presse und sogar The Noid, einer Werbefigur für Domino’s Pizza, begleitet werden) und einige Revolverhelden (nach dem Stolpern über die Verfilmung eines Westerns von einem Regisseur, der Steven Spielberg verkörpern soll) zu vermeiden, verkleidet er sich als ein Kaninchen namens Spike, mit einem Kostüm aus einem der Filmsets (erfüllt mit Animatronic-Eigenschaften durch Claymotion, einen ähnlichen kombinierten Medieneffekt wie der aus Falsches Spiel mit Roger Rabbit, aber mit deutlichem Bluescreening), verhöhnt letztendlich die Fans und bringt sie dazu, ihn zu jagen. Michael stiehlt ein Motorrad, um zu fliehen, und die Fans und Paparazzi (die jetzt auch zu hören sind) jagen ihn in verschiedenen anderen, eher cartoonhaften Fahrzeugen. Während der Verfolgungsjagd verwandelt sich Jackson in andere Berühmtheiten, nämlich Sylvester Stallone, Tina Turner und Pee-wee Herman, wobei sich das Motorrad ebenso verwandelt (in einen Presslufthammer, Stoppschild, Wasserski und ein Jetpack), in erfolglosen Versuchen, die Fans abzuschütteln. Nach einer langen Verfolgungsjagd werden die Fans schließlich überlistet, indem sie in einen riesigen (Claymotion-)Polizisten krachen und verhaftet werden. Befreit von ihrer Aufmerksamkeit fährt Michael in die Wüste an den Straßenrand, um das „Spike“ -Kostüm zu entfernen. Das Kostüm wird lebendig und fordert ihn zu einem ausgedehnten Tanzduell heraus. Ein Polizist kommt und weist Michael darauf hin, dass er in einer „Tanzverbotszone“ ist, und Michael dreht sich um, um ihm zu zeigen, dass er mit dem Kaninchen konkurriert. Der Cop fragt dann sarkastisch nach Michaels Autogramm (im Gegensatz zu „Unterschrift“) auf dem Strafzettel. Gerade als Michael gehen will, materialisiert sich der Kopf des Hasen auf einem Felsen in der Nähe, nickt ihm zu und lächelt.

## Besetzung
- Geschrieben und komponiert von Michael Jackson
- Produziert von Quincy Jones
- Co-produziert von Michael Jackson
- Michael Jackson: Solo und Hintergrundgesang, Vokalsynthesizer
- Larry Williams: Midi-Saxophonsolo
- Miko Brando, Ollie E. Brown, John Robinson: Schlagzeug
- Douglas Getschal: Schlagzeugprogrammierung
- Bill Bottrell, David Williams: Gitarren
- Kim Hutchcroft: Saxophon
- Gary Grant, Jerry Hey: Trompeten
- Paulinho Da Costa: Perkussion
- Christopher Currell: Synclavier
- John Barnes, Michael Boddicker und Greg Phillinganes: Synthesizer
- Eric Persing: Synthesizer-Programmierung
- Rennwagen-Einführung:
  - Maßaufzeichnung von Spherical Sound, Inc.
  - Sounds von Ken Caillat und Tom Jones
- Rhythmus-Arrangement von Michael Jackson und Quincy Jones
- Vokalarrangements von Michael Jackson
- Synthesizer und Horn Arrangements von Jerry Hey